# Francisco Centelles
Francisco Centelles (Juan Francisco Centelles Aizpurúa; * 26. Januar 1961 in Playa, Havanna) ist ein ehemaliger kubanischer Hochspringer.
1979 wurde er Vierter bei den Panamerikanischen Spielen in San Juan.
Bei den Olympischen Spielen 1980 in Moskau schied er in der Qualifikation aus.
1981 siegte er bei den Leichtathletik-Zentralamerika- und Karibikmeisterschaften und 1982 bei den Zentralamerika- und Karibikspielen.
1983 kam er bei den Leichtathletik-Weltmeisterschaften in Helsinki auf den 15. Platz und triumphierte bei den Panamerikanischen Spielen in Caracas.
1985 holte er jeweils Silber bei den Zentralamerika- und Karibikmeisterschaften und bei der Universiade. 1986 verteidigte er seinen Titel bei den Zentralamerika- und Karibikspielen und gewann Silber bei den Iberoamerikanischen Meisterschaften. Weitere Silbermedaillen folgten bei den Zentralamerika- und Karibikmeisterschaften 1987 und bei den Iberoamerikanischen Meisterschaften 1988.
1984 wurde er Englischer Meister.
Seine persönliche Bestleistung von 2,32 m stellte er am 4. Juni 1983 in Bratislava auf.